# Attacus taprobanis
Attacus taprobanis es una polilla perteneciente a la familia Saturniidae, originaria del sur de la India y Sri Lanka. Esta especie presenta una morfología muy similar a la de Attacus atlas, que es de distribución mucho más amplia. Anteriormente se consideraba una subespecie de A. atlas. Es una de las polillas más grandes del mundo.

## Descripción
El Attacus taprobanis suele ser una polilla más oscura que A. atlas y las manchas hialinas son ligeramente más pequeñas y la segunda mancha transparente de las alas delanteras suele estar obsoleto. La línea hialina del ala anterior es más pequeña y a menudo está ausente en los machos. La envergadura alar es de aproximadamente 170–220 mm, probablemente la segunda polilla más grande después de A. atlas. Con una envergadura de hasta 240 mm, se pensó que era la polilla más grande del mundo debido a su envergadura. Sin embargo, estudios recientes han demostrado que la polilla Hércules de Nueva Guinea y el norte de Australia es más grande. Su ciclo de vida es similar al de las mariposas comunes y ponen sus huevos en las hojas de árboles perennes. 

### Alas
Las polillas son de color marrón rojizo. Las alas delanteras tienen manchas negras que se asemejan a los ojos de una serpiente. Esto les ayuda a protegerse de sus enemigos. Presentan marcas blancas triangulares tanto en las alas delanteras como en las traseras. También se les llama cabeza de serpiente por la forma de la cabeza de una serpiente detrás de las alas. Se han encontrado polillas en colores negro, marrón y morado. Estas polillas viven solo dos meses. No vuelan lejos de su hábitat.

### Larvas
Las larvas son color erde, con motas parduscas pálidas. La cabeza es pequeña, de color verde azulado igual que sus espiráculos. En el segmento anal hay un anillo ovalado rojo. El capullo es grande, alargado, piriforme, de textura sedosa fina, de color pardo grisáceo pálido, unido a las ramitas de plantas por un pedúnculo sedoso.

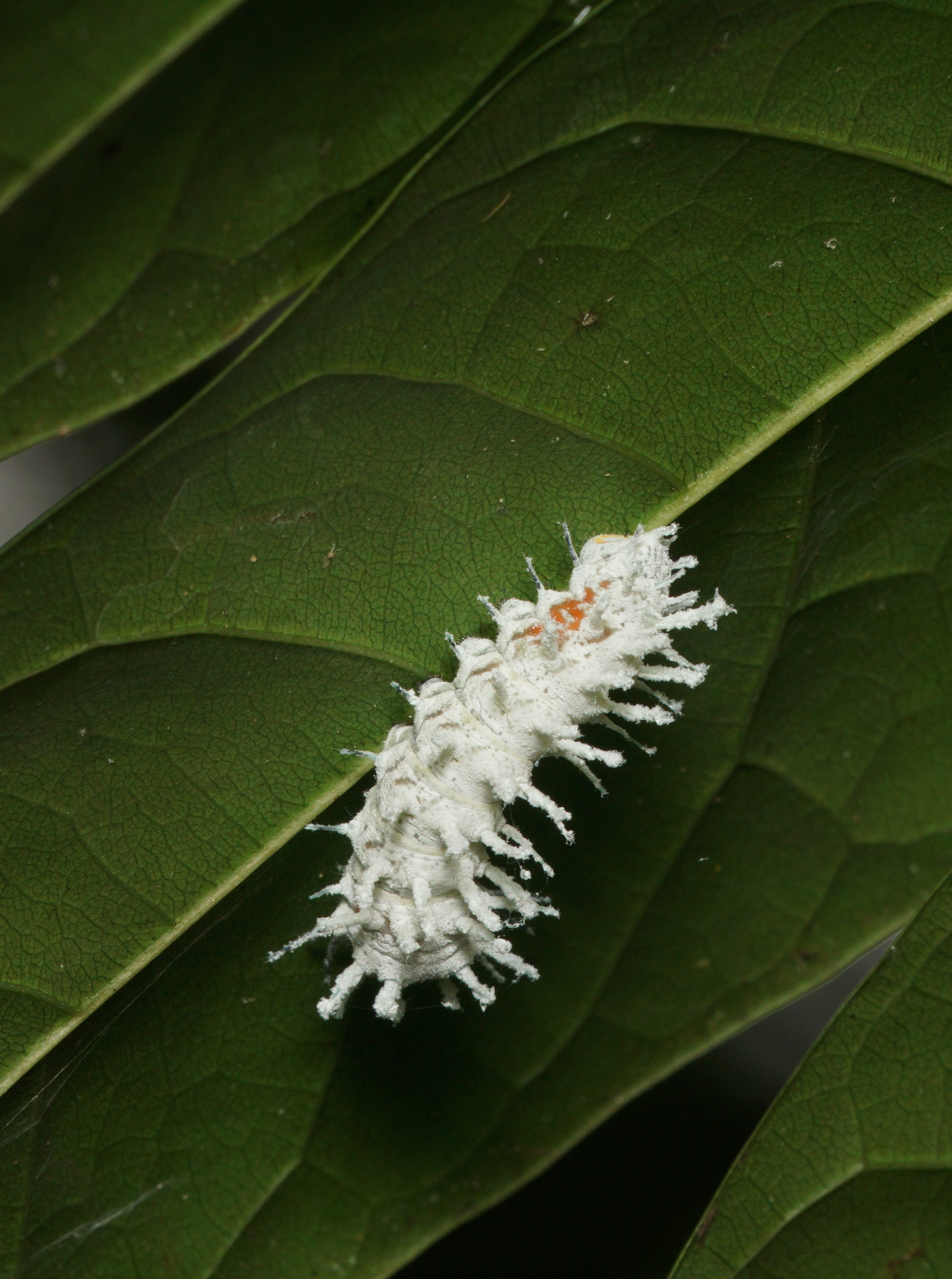
Larva (estadio temprano)
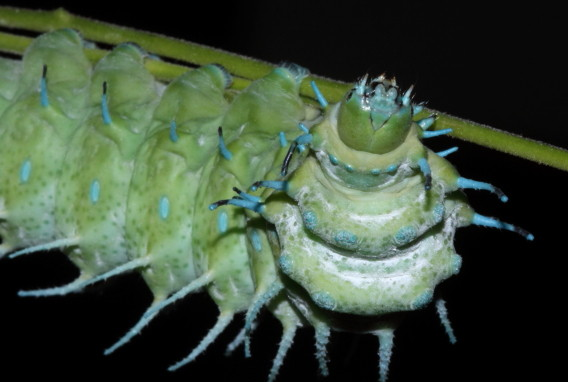
Larva (cabeza)
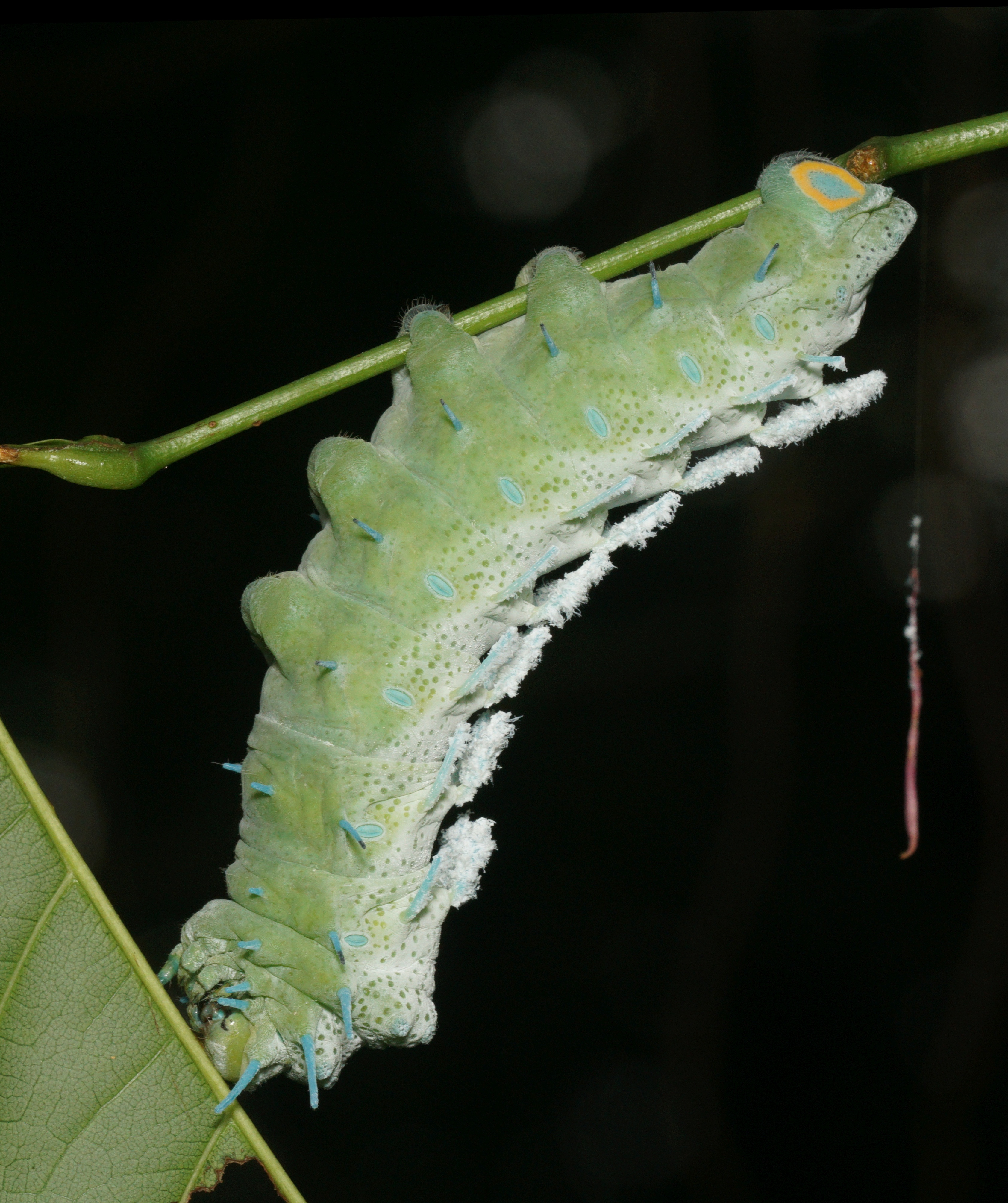
Larva
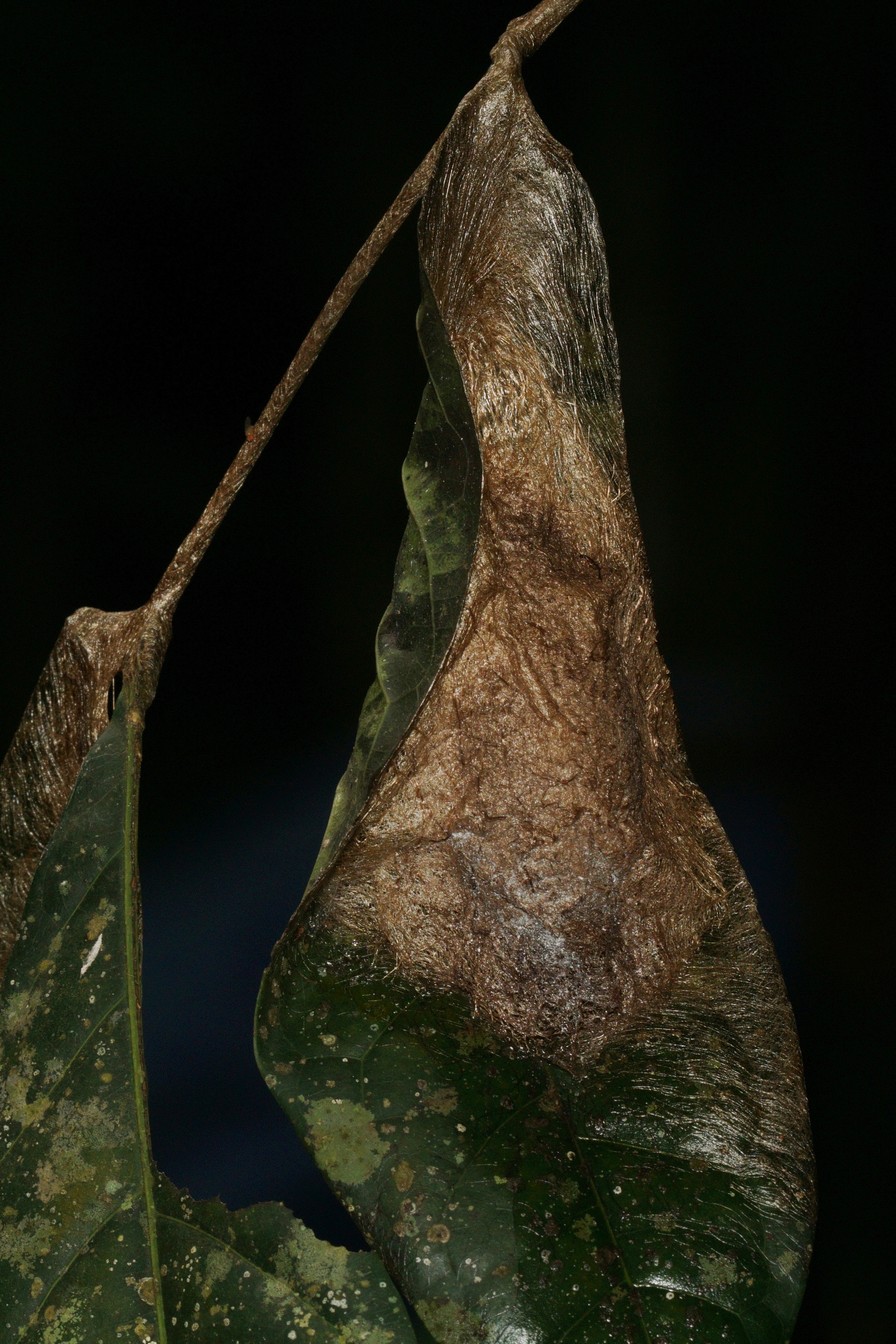
Capullo
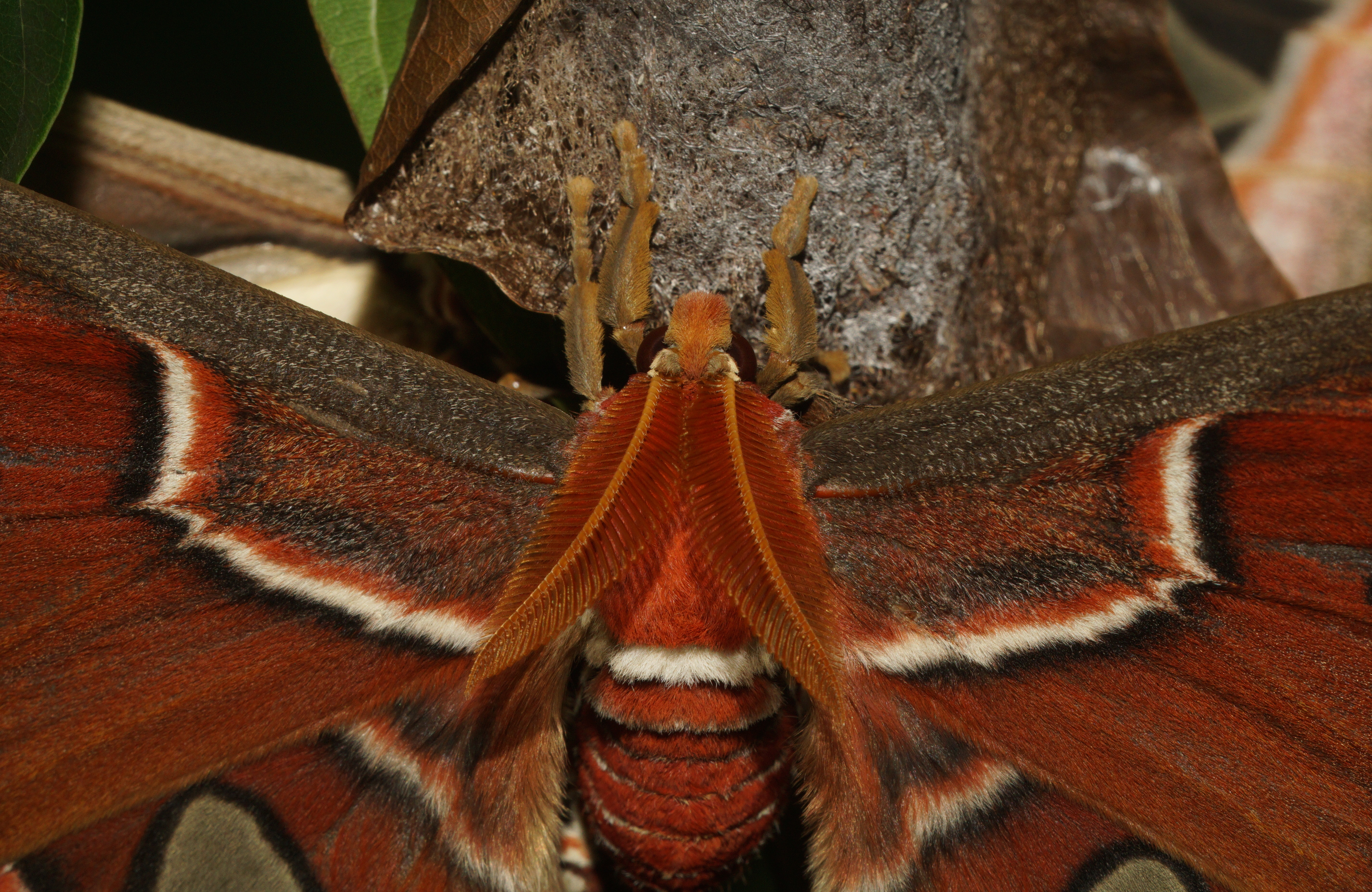
Imago (cabeza)
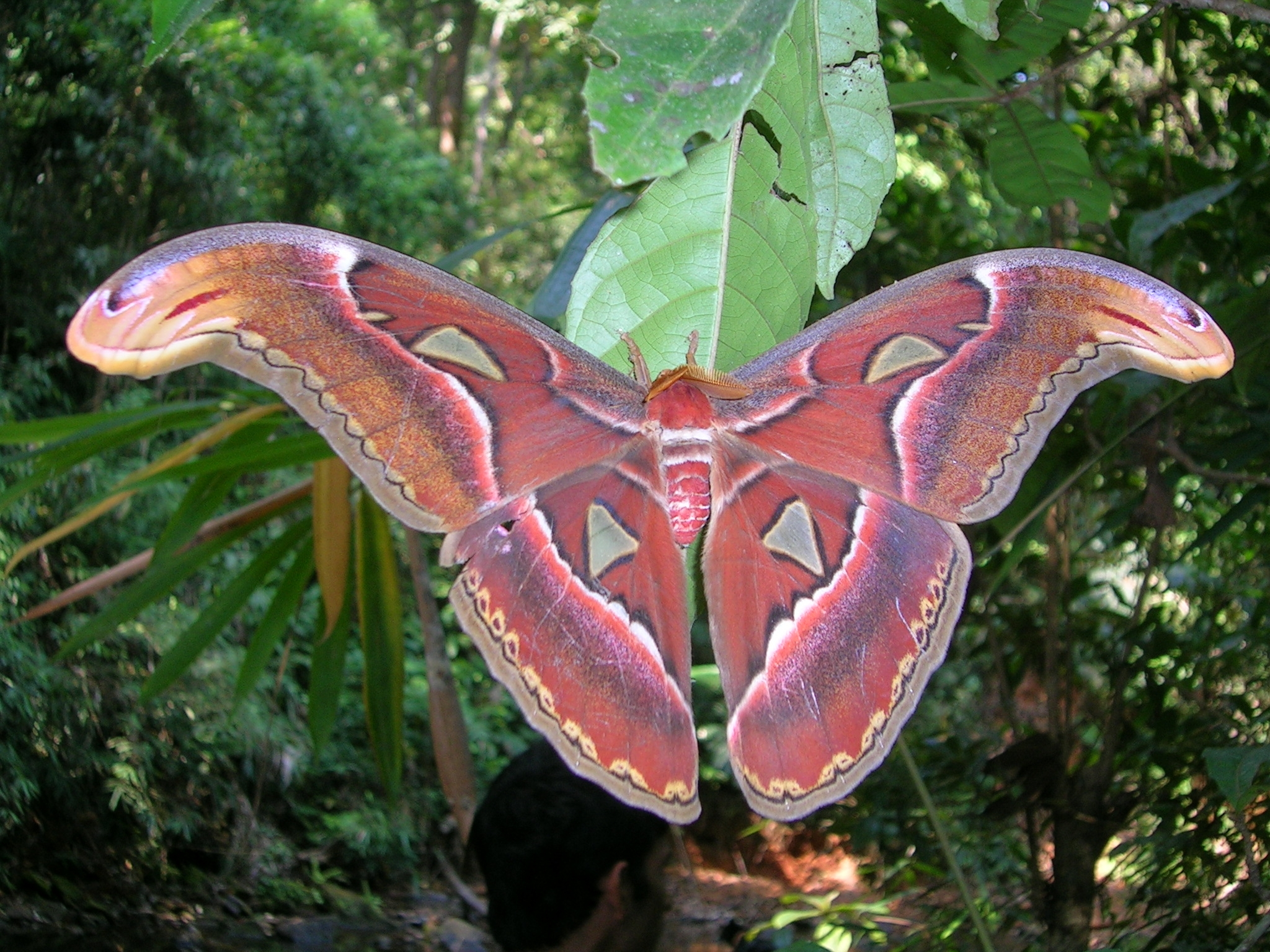
Imago (masculino)
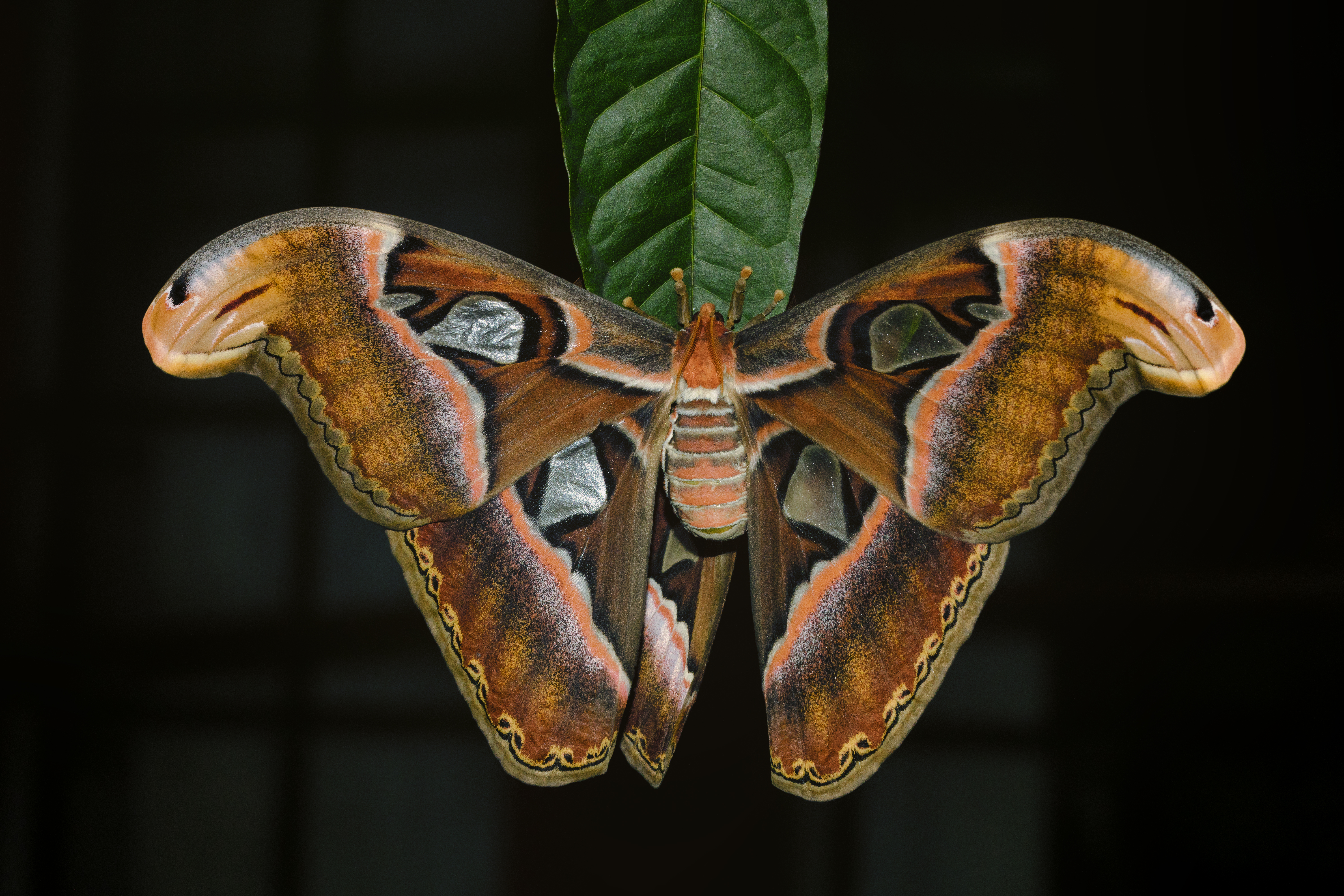
Imago (mujer)
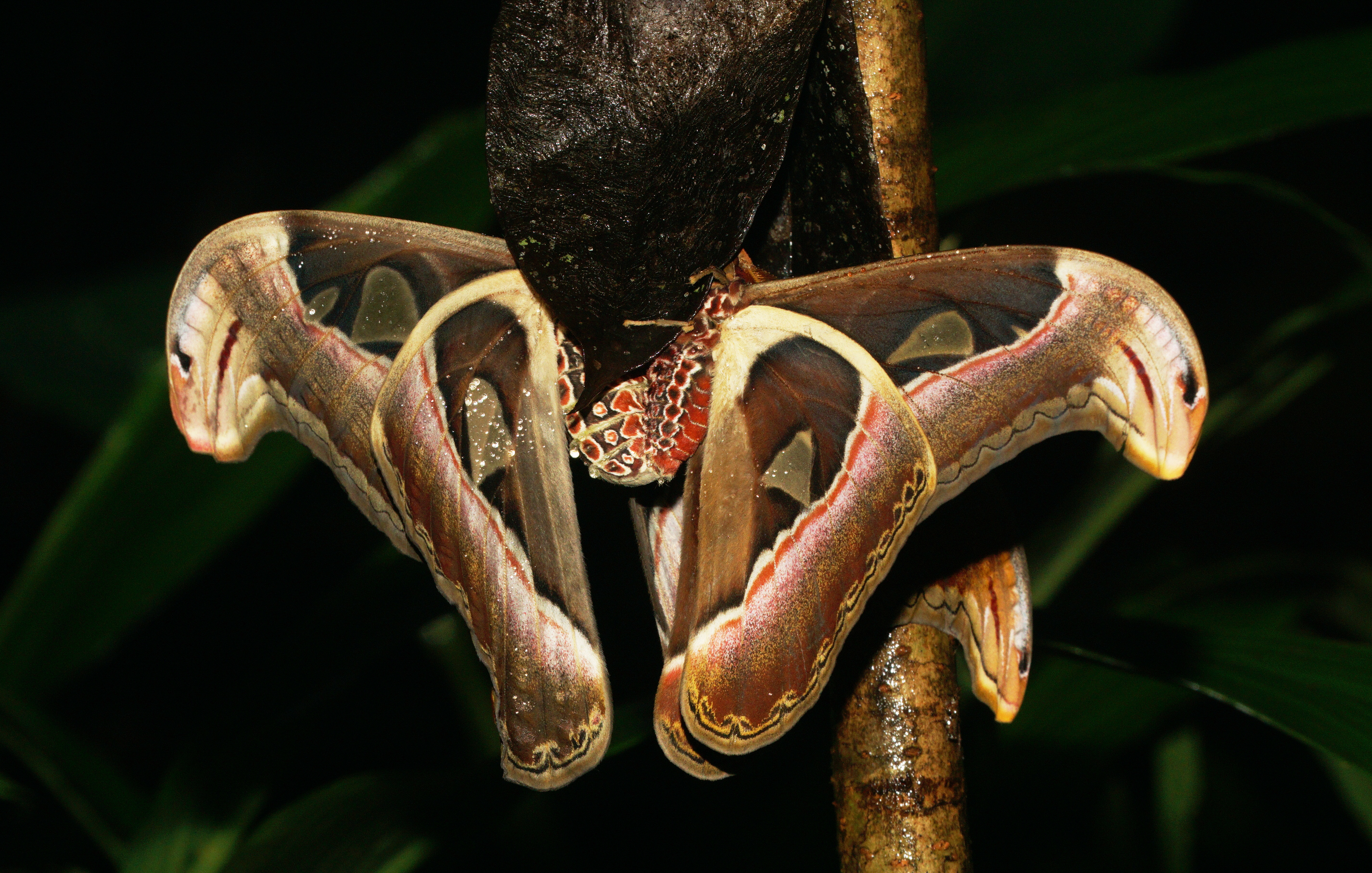
Pareja de apareamiento
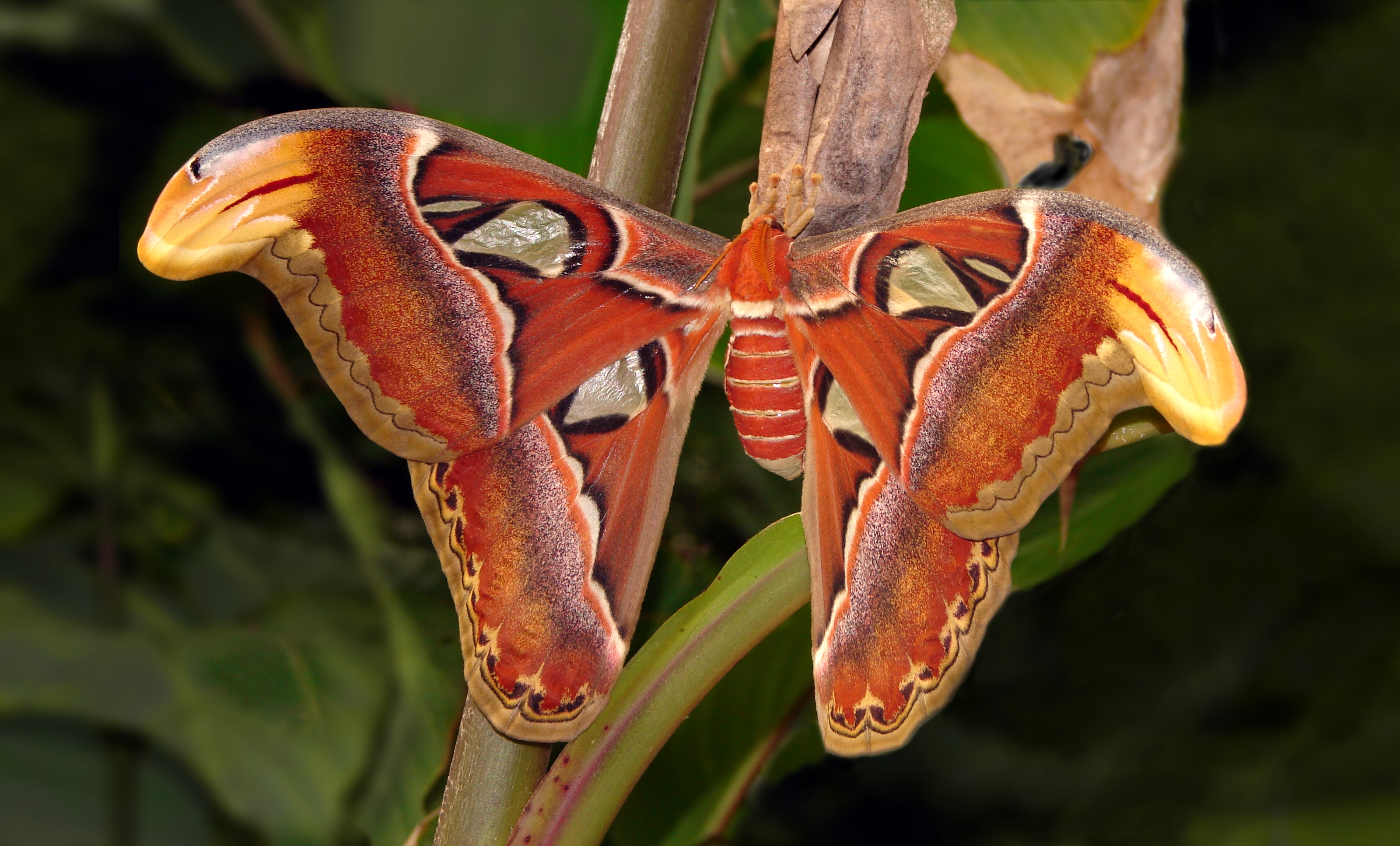
Attacus atlas, otra especie similar
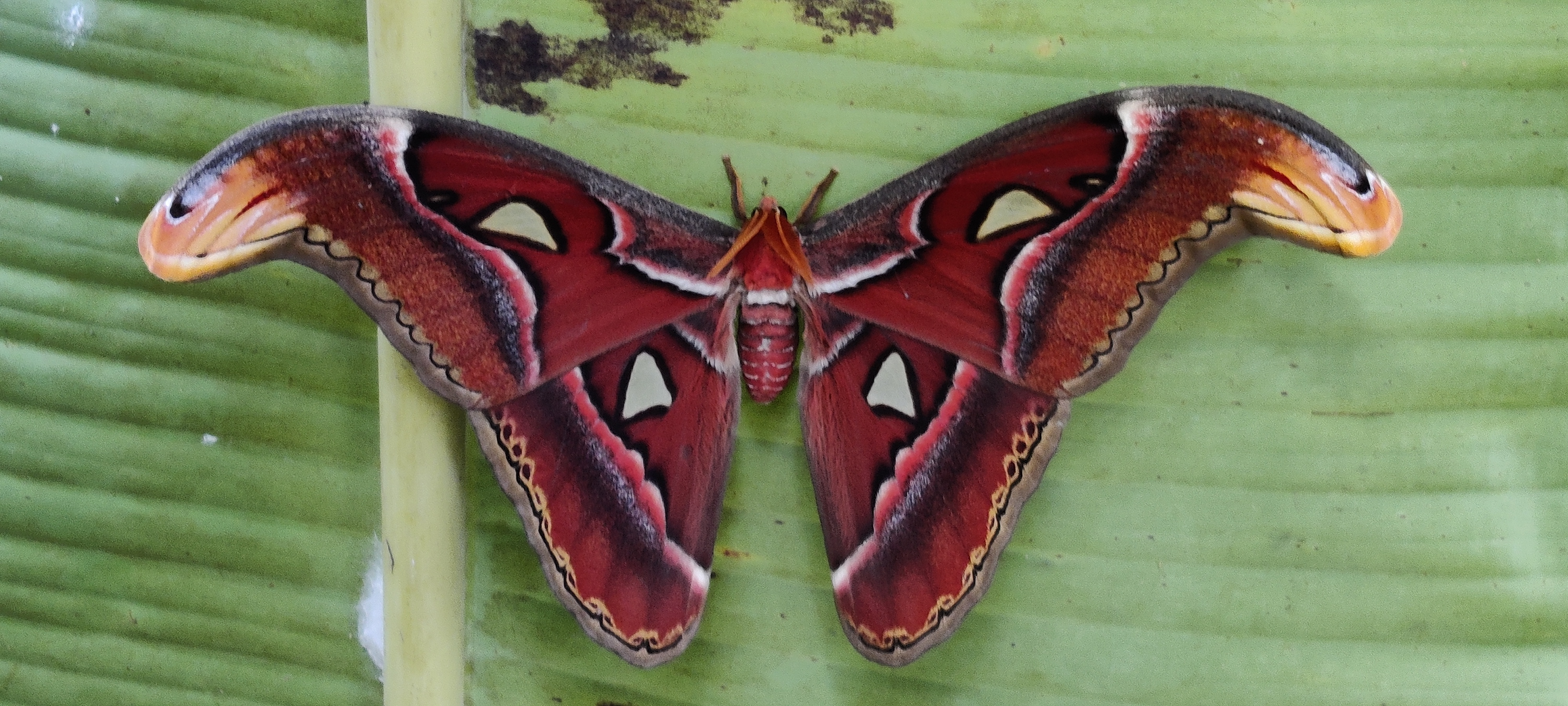

## Ecología
Las larvas se alimentan de varios arbustos y árboles, incluidos Aglaia roxburghiana, Berberis asiatica, Berberis thunbergii, Berberis vulgaris, Cinnamomum, Cinnamomum camphora, Cinnamomum verum y Ligustrum. Las polillas adultas no ingieren alimentos porque carece de cavidad bucal por donde alimentarse y sobreviven gracias a la grasa que han almacenado durante su período larvario; las hembras permanecen sentadas más tranquilas y emiten feromonas que los machos activos pueden notar a distancia.

## Ciclo de vida
Las hembras son más grandes y hermosas que los machos de este grupo. Estas mariposas no se alimentan durante su vida adulta, que dura solo dos semanas. Su único propósito es la reproducción, utilizando las reservas de grasas que han consumido como orugas. Las piezas bucales no están completamente desarrolladas. El macho se siente atraído por el aroma hormonal especial de la hembra.

## Distribución
Attacus taprobanis se encuentra en la India meridional, Tailandia y Sri Lanka.
La polilla se encuentran en los bosques húmedos del Sudeste Asiático. Las polillas se crean retorciendo hojas y tejiéndolas con hilo de seda. Emergen como mariposas en unas cuatro semanas. Las polillas se crían comercialmente en algunas partes de India para la producción de hilo de seda.